# 高建华
高建华（1956年—），汉族，中华人民共和国政治人物、第十一届全国政协委员。
加入中国共产党，担任广州军区工程科研设计所所长。2008年，当选第十一届全国政协委员，代表科学技术界，分入第二十九组。